# Ekonomia polityczna

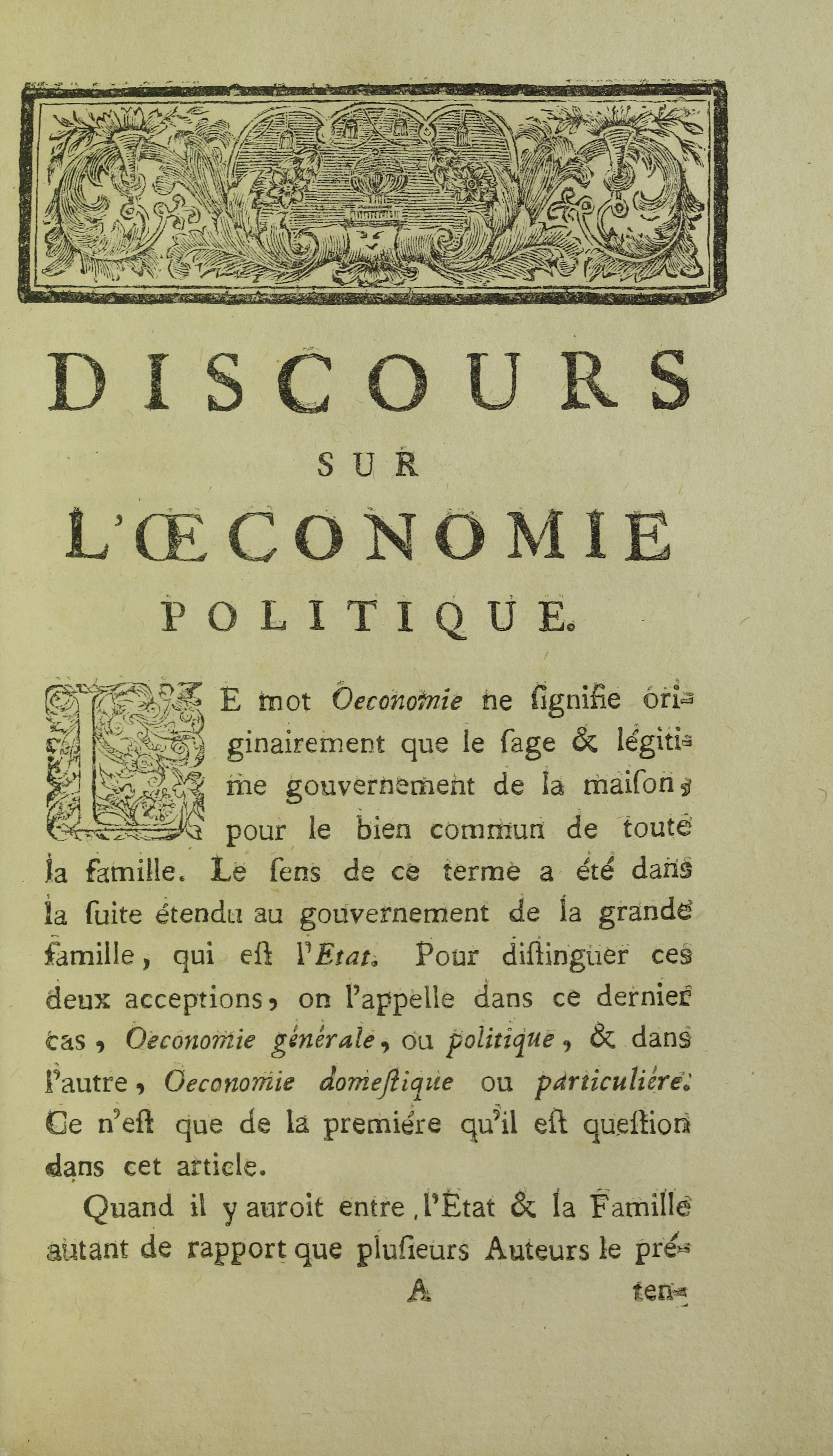
Jean-Jacques Rousseau, Discours sur l’oeconomie politique, 1758

Ekonomia polityczna – nauka teoretyczna o charakterze pozytywnym, służąca poznaniu i opisywaniu rzeczywistości. Ma wskazywać środki służące do osiągania celów oraz stosowne metody posługiwania się tymi środkami. Jej zastosowaniem jest polityka gospodarcza jako działalność państwa. Według Edwarda Taylora w ekonomii politycznej wyróżnić należy część ogólną oraz szczegółową. Zagadnienia polityki gospodarczej powinno się prezentować w ramach części szczegółowej, określanej niekiedy jako ekonomia polityczna stosowana.
Twórcą pojęcia ekonomia polityczna jest francuski ekonomista Antoine de Montchrestien.
Ekonomia polityczna zajmuje się badaniem praw rządzących procesami produkcji, podziału i wymiany środków służących do zaspokojenia ludzkich potrzeb. Produkcja, podział i wymiana mają dwie zasadnicze strony: techniczną i społeczną. Strona techniczna znajduje wyraz w siłach wytwórczych, informuje o metodach użycia określonych środków produkcji i ludzkiej pracy. Strona ta jest przedmiotem badań naukowo technicznych i przyrodniczych. Ponieważ ludzie zawsze zdobywali i zdobywają dobra wspólnie i zespołowo, stronę społeczną obrazują stosunki produkcji. Informują one o sposobach organizowania się ludzi w społecznych procesach wytwarzania, podziału oraz wymiany dóbr i stanowią bazę ekonomicznych ustrojów społeczeństw.